# بید شمالگانی

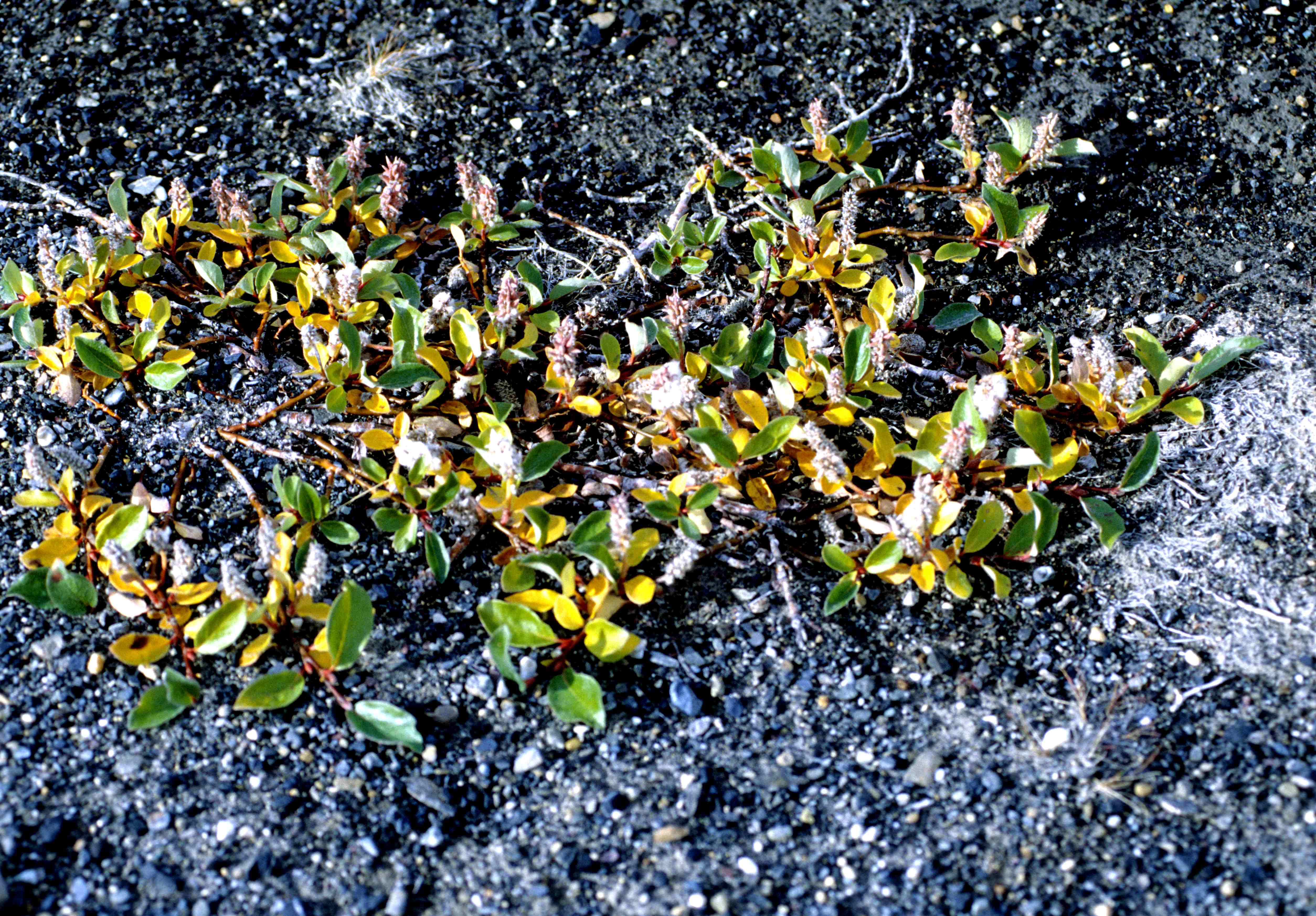
Salix arctica

بید شمالگانی (نام علمی: Salix arctica) گونهٔ خزندهٔ بسیار کوچکی از بید است که خود را برای زنده ماندن در ناحیهٔ قطبی وفق داده است.

## پراکندگی
بید شمالگانی در توندرا و خلنگزارهای صخره‌ای رشد می‌کند و شمالی‌ترین گیاه چوبدار کرهٔ زمین است که بسیار فراتر از خط رویش درختان و تا آخرین کرانه‌های خشکی در مرزهای شمالی گرینلند می‌روید.

## توصیف
بید شمالگانی بوتهٔ کوتاهی دارد که معمولاً بین ۱ تا ۱۵ سانتیمتر (و ندرتاً تا ۲۵ سانتیمتر) رشد می‌کند. برگ‌های گرد به رنگ سبز روشن و طول ۱ تا ۴ سانتیمتر دارد. برگ‌ها پرزدار هستند و پرزهای بلند نقره‌ای دارند. همچون دیگر بیدها دوپایه (dioecious) هستند و بازآوری جنسی دارند و گل‌آذین‌های نر و ماده بر گیاهان متفاوت قرار دارد. در نتیجه ظاهر گیاه نر با ماده فرق می‌کند: گل‌آذین‌های ماده قرمزند درحالیکه گل‌آذین‌های نر زرد هستند.
این گیاه به رغم اندازهٔ کوچک عمری طولانی دارد و در آب و هوای سخت قطبی با کندی بسیار رشد می‌کند. یک بید شمالگانی در گرینلند شرقی پیدا شد که ۲۳۶ ساله بود.

## موارد مصرف
بید شمالگانی یک منبع غذایی برای جانوران قطبی است. گاو مشکها، گوزن‌های قطبی،خرگوش‌های قطبی و موش‌های قطبی همه از ریشه و شاخه‌های آن تغذیه می‌کنند. اما جوانه‌های آن خوراک باقرقره صخره می‌باشد.
اسکیموها و گویچین‌ها(ساکنان اصلی کانادا و آلاسکا) نیز از آن استفاده می‌کنند. آنها از شاخه‌ها به عنوان سوخت استفاده می‌کنند. همچنین از این گیاه برای درمان دندان‌درد، بند آوردن خون‌ریزی، درمان اسهال و سوءهاضمه و به عنوان مرهم در زخم‌بندی استفاده می‌کنند.